# 地廻り酒
地廻り酒（じまわりざけ）とは、江戸時代に関八州で造られた酒。
国内経済格差を是正するために、江戸幕府はこの改良に取り組んだ。

## 背景
一口に江戸時代といっても270年間近くもあり、さらに細かく分けられる時代によって大きく変動があるが、概して幕府の本拠江戸は人口70万から100万を擁し、世界的に見ても有数の大消費地であった。
江戸で消費される日本酒はほとんどが上方からの下り酒で、さらに下り酒の7割から9割は、摂泉十二郷（せっせんじゅうにごう）と呼ばれた、伊丹や灘の周辺地域で生産された酒であった。対して、関東の地酒である「地廻り酒」は、江戸の消費者にとっては「下り酒」の反意語であり、「地廻り悪酒」などと悪口を叩かれ、安物の酒、まずい酒という印象を持たれがちだった。
主に、江戸の酒問屋には下り酒を扱う下り酒問屋と、地廻り酒を扱う地廻り酒問屋の二種類があったが、地廻り酒問屋も地廻り酒だけでは商売が成り立たず、次第に下り酒も扱うようになっていった。江戸の庶民は高い金を出しても、下り酒に頼っていたのである。

## 経済課題
現在の関東地方とほぼ等しい関八州は、江戸の地元であり、幕府の直轄領が多いにもかかわらず、産業収益率が上方や西国には及ばず、江戸時代の日本経済はおおまかに言うと「西高東低」であった。
江戸における商品の供給を上方からの下りものにばかり頼っていると、輸送費や人件費などがかかる分だけ江戸では物価が高くなる。つまり江戸の庶民は、上方の庶民に比べると同じ品をより高く買って損をしていたわけである。そういった不公平感が下々の間に蓄積されていくのは、為政者である幕閣にとっても好ましからぬ状況であった。
幕府にとっては、特に元禄以降、東西の経済格差を縮めることが重要課題となっていった。

## 対策
まず幕府は、東国と西国の経済格差を縮めるために、酒造制限期には下り酒の江戸入津を制限した。また幕府直轄領の多い関八州の産業収益率を高めるために、地廻り酒を下り酒に劣らない品質に高めようと計画し、関東の川沿いに住む豪商などに酒米を貸与し、それで酒を造らせて消費者の反応を調査するなど、いくつか政策を実行した。その結果として出来上がったのが、例えば御免関東上酒（ごめんかんとうじょうしゅ）である。